# Hospice Comtesse
Pour les articles homonymes, voir Comtesse (homonymie).
L’hospice Comtesse (aussi appelé hospice Notre-Dame) est un ancien hospice lillois dont l'essentiel des bâtiments date du XVIIe siècle. Sa construction fut décidée par Jeanne, comtesse de Flandre, en 1237. Situé rue de la Monnaie dans le Vieux-Lille, il abrite un musée. L'hospice Comtesse a été classé Monument historique en avril 1923 et en février 1991.

## Historique
Jeanne de Constantinople, comtesse de Flandre, fonde en 1237 dans l'enceinte de son propre palais un hôpital qu'elle dote richement. En 1243, elle fait don des moulins de Lille et de Wazemmes à son Hôpital de Lille ainsi que du droit de banalité des moulins qu'elle possède sur toute la banlieue de Lille et que l'on appelait la Mannée de Lille. Cette mannée comprenait les villages qui s'inscrivaient à l'intérieur d'un territoire autour de Lille, de circonférence à égale distance de Seclin, Anstaing et Tressin. Par la suite, ce droit fut confirmé par les différents souverains régnant sur la Flandre jusqu'à son abolition en 1789. En 1245, les frères et sœurs de la communauté adoptent la règle de saint Augustin.
De l'établissement primitif réservé aux malades pauvres, aux pèlerins et aux passants, il ne reste rien, un incendie dans la nuit du 11 avril 1468 l'ayant entièrement détruit. La salle des malades est reconstruite entre 1468 et 1472 et le rez-de-chaussée du bâtiment de la communauté religieuse des Augustines entre 1477 et 1482.
À la suite d'un nouvel incendie, le 17 mars 1649, qui détruit la chapelle et certains bâtiments conventuels, on élève ou reconstruit l'étage du bâtiment de la communauté pour abriter le dortoir des sœurs (1649-1652). En 1650, Julien Destrée édifie le bâtiment bordant la rue de la Monnaie, dont la façade est louée à des artisans et commerçants, puis, de 1652 à 1657, on termine les travaux en bâtissant une nouvelle chapelle rehaussée et séparée de la salle des malades par un jubé suivant les recommandations du concile de Trente.
Le plafond en bois de la salle des malades est alors décoré de tapisseries datant de 1704. La cour d'honneur est fermée à l'ouest par un dernier bâtiment achevé en 1724. Le bâtiment reste le principal hôpital lillois jusqu'à la fin du XVIIIe siècle.
À la Révolution française, les malades sont transférés à l'hôpital Saint-Sauveur. L'hôpital Comtesse, appelée ainsi en souvenir de sa fondatrice, est transformé en hospice pour vieillards et en orphelinat, dit des Bleuets, après la Première Guerre mondiale.
Désaffecté en 1939, l'hôpital fait l'objet en 1943 d'un bail emphytéotique entre la municipalité lilloise et l'administration des hospices qui stipule l'obligation de le transformer en musée.
Les bâtiments du XVe et du XVIIe siècle ont été classés Monuments historiques par un décret du 14 avril 1923. Les façades et toitures de l'ensemble des autres bâtiments ont été classés Monuments historiques par arrêté du 26 février 1991.

## Architecture

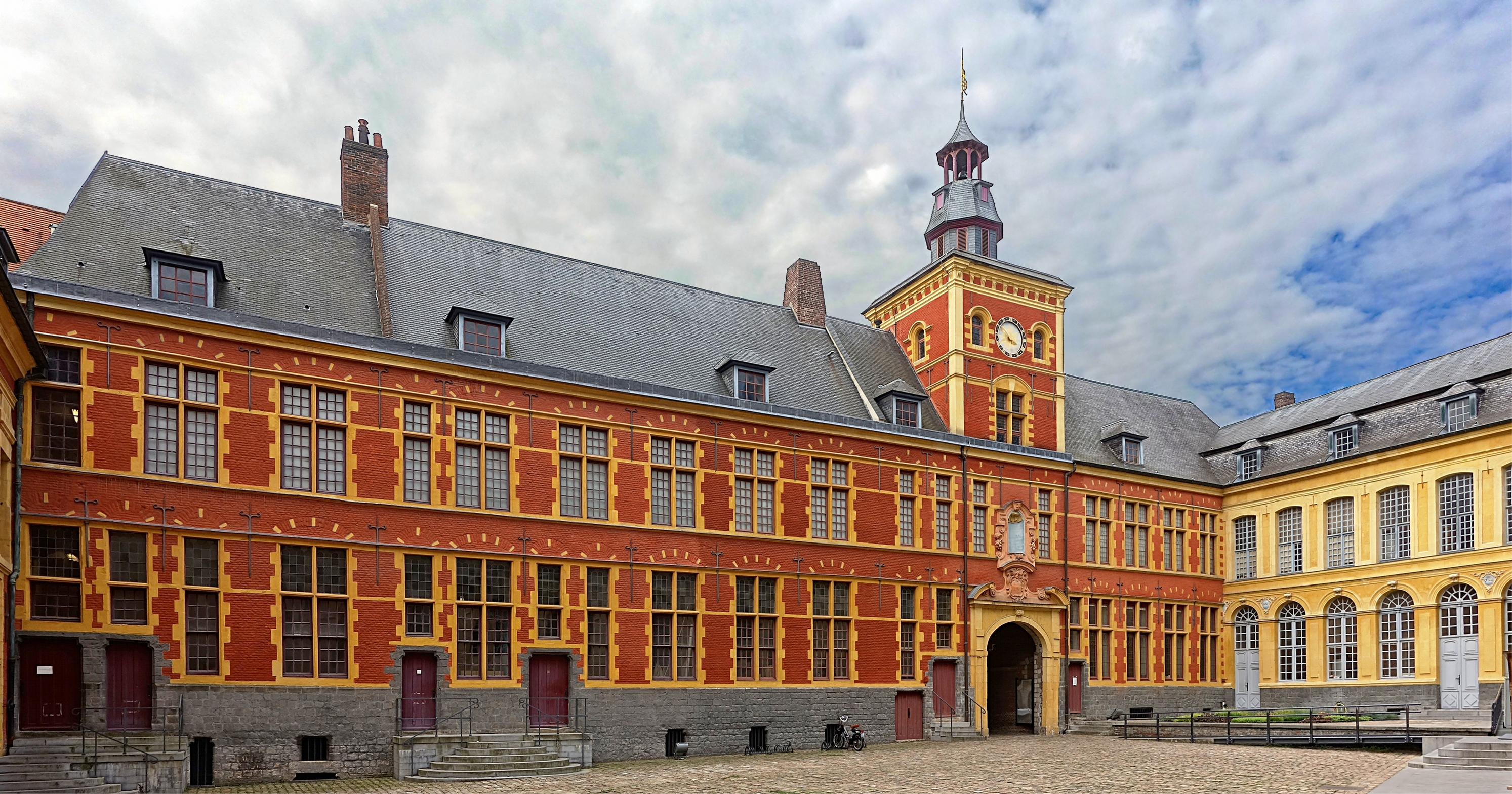
La cour d'honneur

On accède à la cour d'honneur par un passage couvert d'une superbe voûte d'ogives en brique aux nervures de pierre blanche. Au-dessus s'élève une tour quadrangulaire en brique. Le bâtiment attenant au passage, réalisé par Julien Destrée, évoque l'hôtel lillois de la Renaissance (hôtel Beaurepaire de la rue Saint-Étienne) et se remarque par l'alternance de fenêtres étroites sans meneaux et d'autres à croisées de pierres, et par ses nombreuses portes étroites. Côté rue, la façade est percée d'échoppes délimitées par des arcs de décharge en forme d'anse de panier.
À l'est, s'élève le bâtiment de la communauté : le rez-de-chaussée, polychrome par ses matériaux (grès, brique et pierre), typique du XVe siècle, s'oppose à l'étage reconstruit après l'incendie de 1649, percé de manière régulière par des baies identiques. On peut encore visiter la cuisine dont les murs sont couverts de carreaux de faïence lilloise, et son arrière-cuisine, la salle à manger, les appartements de la prieure. Ces derniers comprennent un bureau, un vestiaire et un oratoire. Ils sont suivis de la pharmacie et de la lingerie.
Au nord, la salle des malades est une vaste salle oblongue en pierre de Lezennes, couverte d'un berceau lambrissé, qui s'apparente à la salle des pôvres de l'Hôtel-Dieu de Beaune. Chaque malade dispose d'un lit et d'une niche creusée dans le mur. D'une sobriété décorative, cette salle lumineuse se prolonge par la chapelle à vaisseau unique coiffé d'une charpente lambrissée à caissons, reconstruite et décorée entre 1653 et 1703. À cette fin, Arnould de Vuez est sollicité pour exécuter le tableau du maître-autel, La présentation de la Vierge au temple, et treize toiles destinées à garnir les murs. Deux groupes sculptés, Saint Joseph et l'enfant Jésus et Sainte Anne et la Vierge enfant, sont par ailleurs placés dans les niches latérales. Une plaque funéraire rappelle le souvenir des officiers français blessés à Fontenoy et morts à l'hôpital. Plus tard, en 1853, le plafond à caissons de la chapelle est décoré de 66 écussons représentant les bienfaiteurs de l'hôpital, réalisés par un ancien orphelin de l'hospice. Depuis octobre 2011, la toiture de la salle des malades a retrouvé sa guette, sorte de clocher qui abritait un guetteur.
La cour est fermée à l'ouest par le pavillon en pierre de 1724, construit dans le style classique français.
Un moulin, dit de saint Pierre, dont il reste des vestiges, la façade, le socle en grès ainsi qu'un pan de la façade postérieur, jouxte l'hospice à l'est. Un projet de reconstruction de ce moulin est à l'étude.

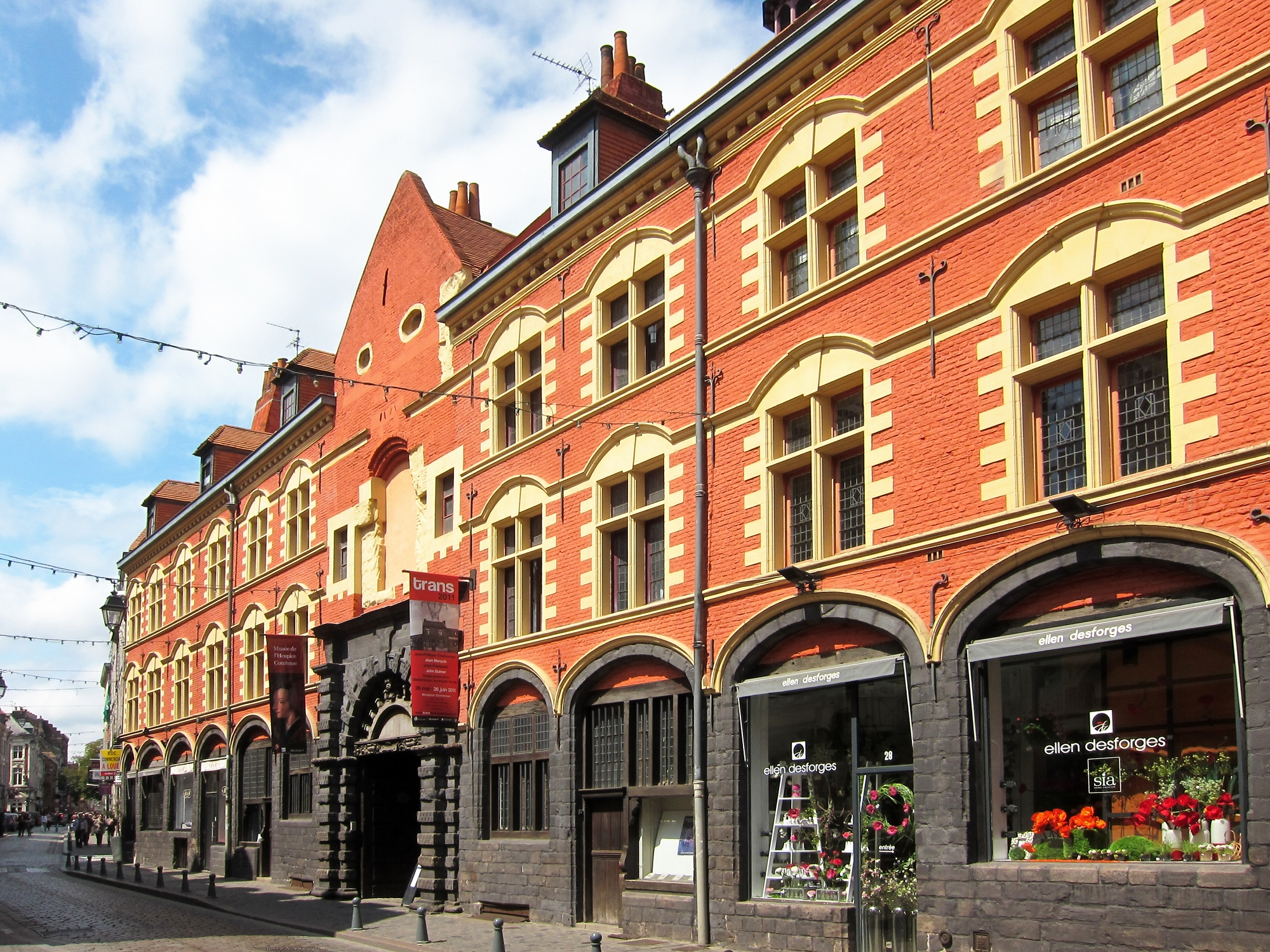
La façade extérieure, rue de la Monnaie
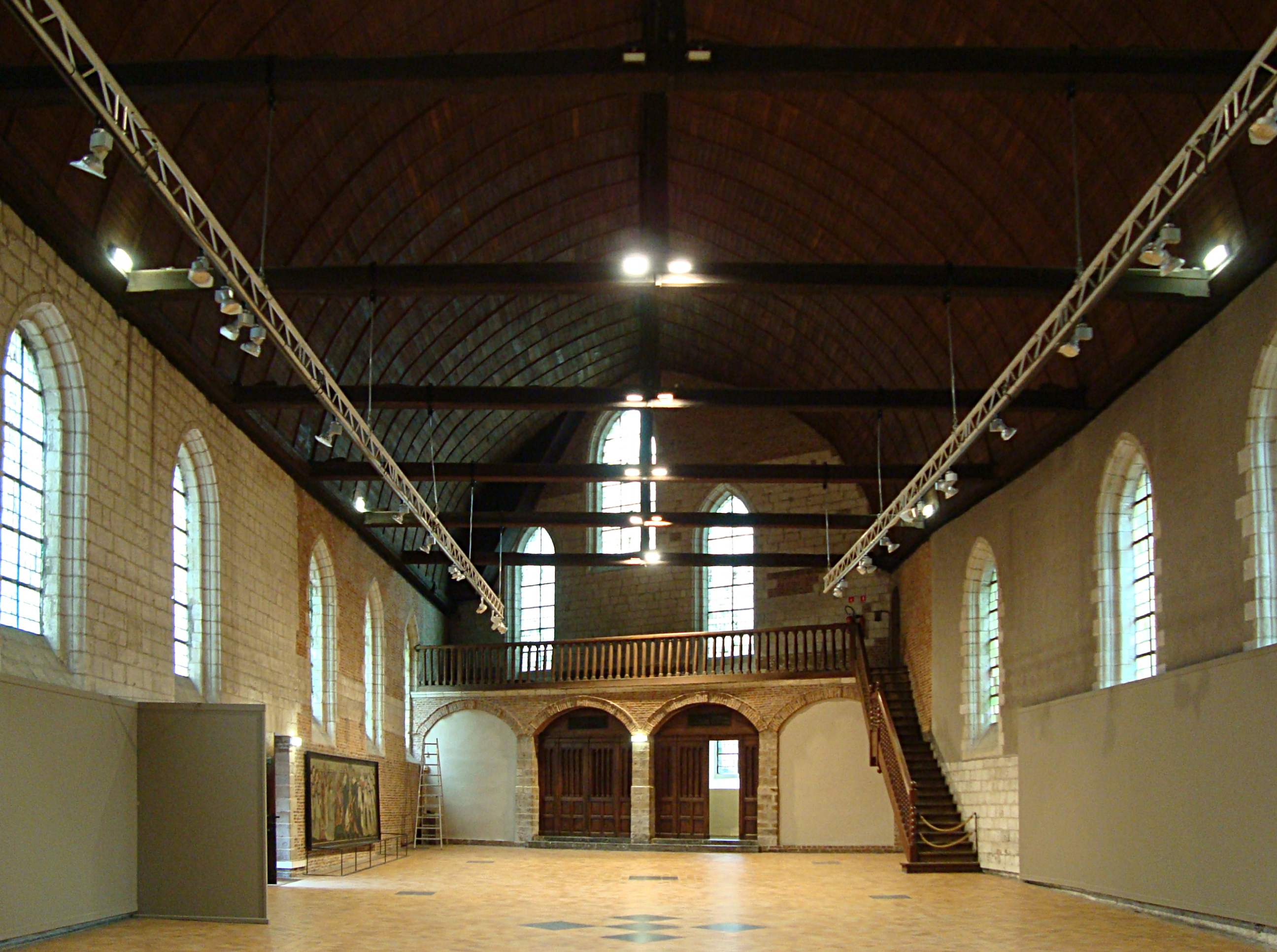
L'intérieur de la salle des malades
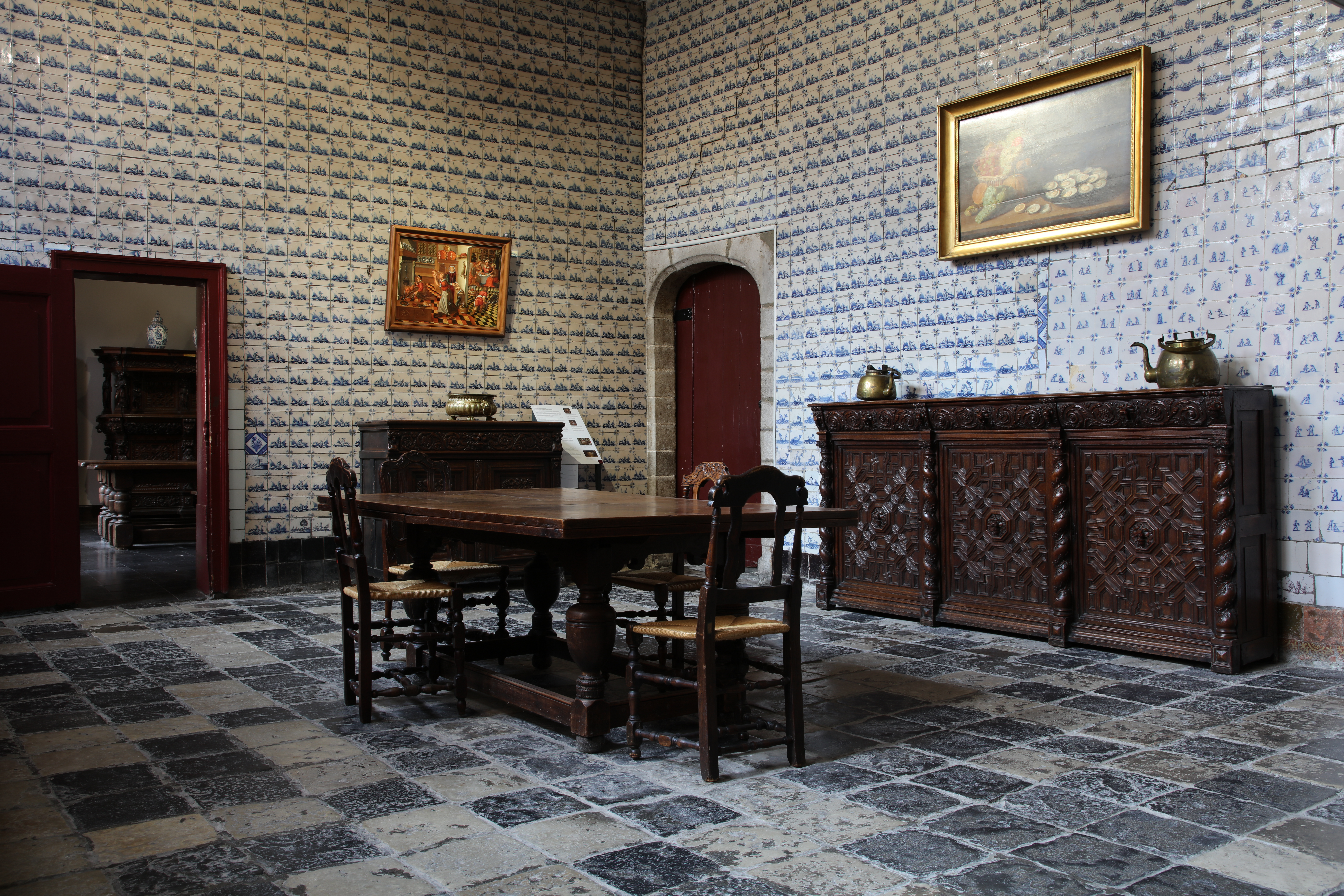
Cuisine du bâtiment de la communauté des Augustines
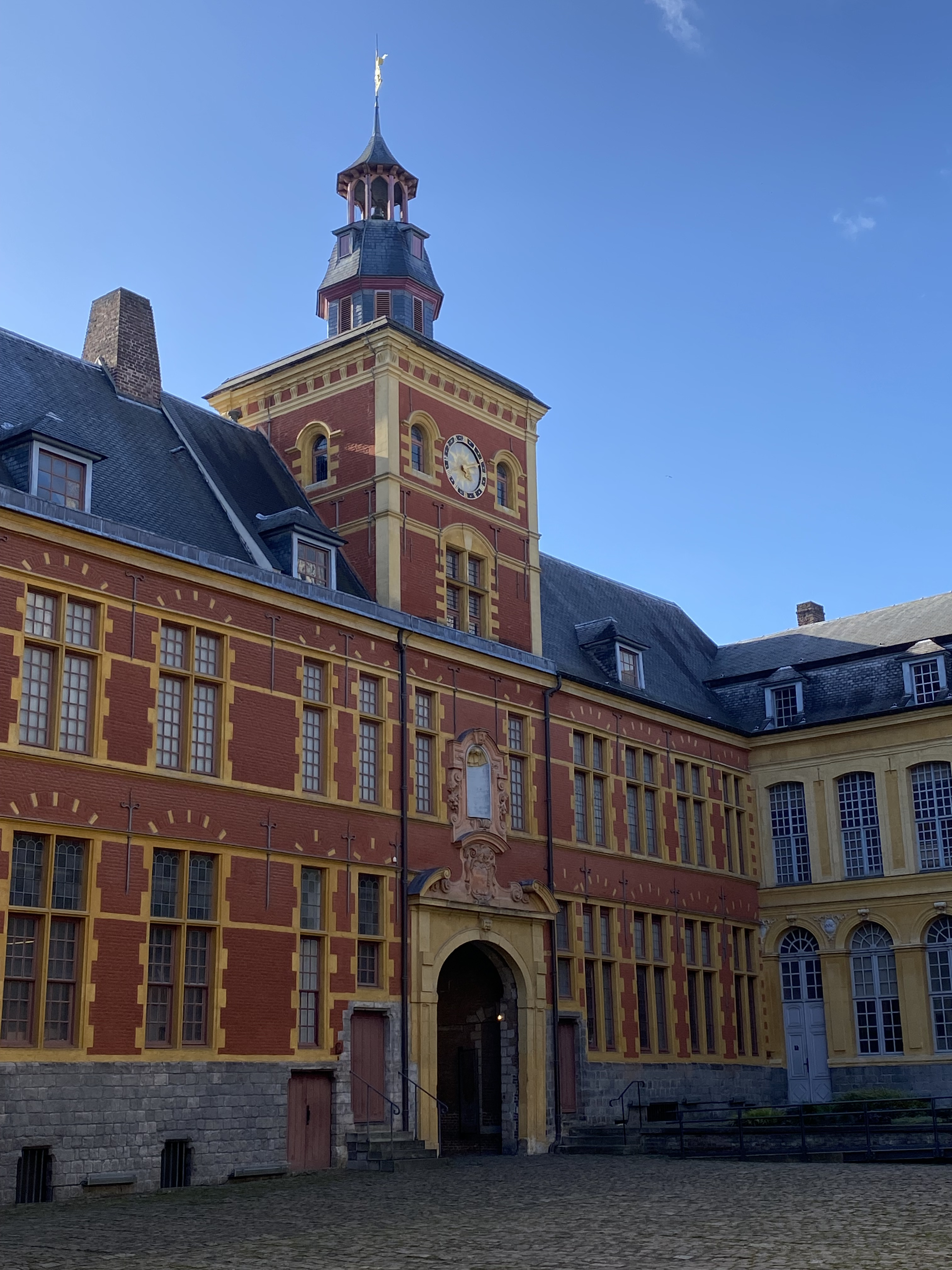
Cour d'honneur du Musée de l'Hospice Comtesse
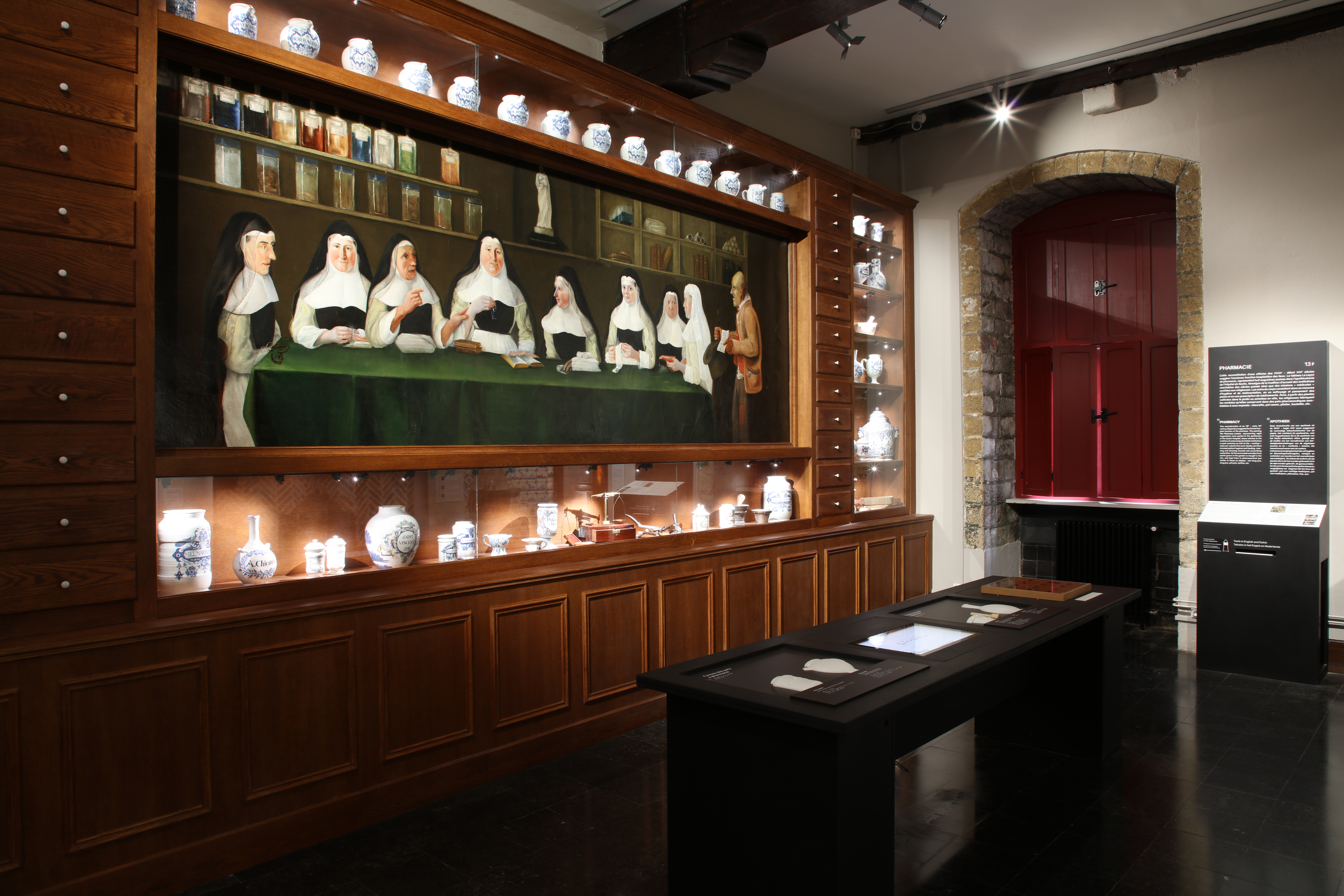
Photo de la pharmacie du bâtiment de la communauté

## Musée
L'Hospice Comtesse fondé en 1237 est désormais devenu un musée depuis 1962. Fondé à l'instigation de Georges-Henri Rivière, qui présente la vie sociale et culturelle à Lille aux XVIIe et XVIIIe siècles. Le musée est appelé "Musée d'Art et d'Histoire".
La cuisine carrelée de faïence, la salle à manger, les meubles, les objets d'art, les portraits permettent de retrouver l'atmosphère de l'institution flamande à cette époque.
Des expositions sont par ailleurs régulièrement organisées dans la salle des malades.
Le dortoir situé à l'étage est maintenant une salle destinée à l'exposition de multiples œuvres contemporaines qui retrace l'histoire de la ville de Lille.
De nombreuses activités sont organisés au sein de l'Hospice Comtesse afin de redécouvrir la vie comme elle était à l'époque. Des ateliers sont créés pour les groupes scolaires venant visiter. Un casque audio peut être à votre disposition lors de la visite des lieux.

## Jardin de l'Hospice comtesse
Ce jardin a été recréé dans les années 1980 dans un but pédagogique. Il abrite et présente une trentaine de plantes médicinales, telles qu'on pouvait les voir et les utiliser lors de la création de l'hospice au XIIIe siècle.